# Museo archeologico di Eskişehir
Museo Archeologico Eti di Eskişehir, conosciuto anche come Museo Archeologico di Eskişehir (in turco Eskişehir Eti Arkeoloji Müzesi), è un museo archeologico nazionale situato a Eskişehir, in Turchia. È stato fondato nel 1974.

## Storia del museo
Il museo è stato inizialmente istituito nel 1966 nel Complesso della moschea di Kurşunlu, un edificio complesso religioso, che si trova a circa 1 km ad est della posizione attuale. Nel 1974, il museo si trasferì in un proprio edificio. Poiché questo edificio è diventato insufficiente, è stato costruito un nuovo edificio, finanziato e donato dalla industria alimentare Eti Gıda San. ve Tic. A.Ş., con sede a Eskişehir. Il 28 maggio 2011 il museo è stato riaperto nel suo nuovo e più ampio edificio.

## L'edificio
L'area totale del museo, inclusi l'edificio e il cortile, è di 3000 m2. L'edificio è costituito da tre ali. Una ala è riservata all'amministrazione e ai servizi ausiliari come biblioteca, laboratorio, laboratorio fotografico, ecc. Il seminterrato degli altri due blocchi sono magazzini. Il piano terra di un blocco è una sala conferenze e il piano terra dell'altro blocco è una galleria d'arte polivalente. Le sale espositive del museo si trovano ai piani superiori di entrambi i blocchi.

## Collezioni
Gli oggetti esposti abbracciano i periodi neolitico, calcolitico, dell'età del bronzo, ittita, frigio, ellenistico, romano, bizantino, selgiuchide e ottomano. Sono presenti sculture e statuette in marmo, steli, oggetti di terracotta, metallici e in vetro per uso quotidiano, idoli, ornamenti, armi ecc. C'è anche una zanna di elefante nella sezione di storia naturale del museo.
Sono presenti reperti provenienti da molti siti archeologici della provincia, tra i quali Küllüoba Höyüğü, importante sito per la comprensione delle pratiche quotidiane, delle credenze religiose e delle dinamiche socio-economiche delle prime comunità urbane della regione.